# (342017) Ramonin
(342017) Ramonin est un astéroïde de la ceinture principale.

## Description
(342017) Ramonin est un astéroïde de la ceinture principale. Il fut découvert le 12 septembre 2008 à La Cañada par Juan Lacruz. Il présente une orbite caractérisée par un demi-grand axe de 2,38 UA, une excentricité de 0,19 et une inclinaison de 3,1° par rapport à l'écliptique.